# Люди у сонячних променях
«Люди у сонячних променях» (англ. People in the Sun) — картина Едварда Гоппера, створена у 1960 році. Зберігається у Смітсонівському музеї американського мистецтва (Вашингтон).

## Аналіз
На картині зображено чоловіків і жінок, які сидять один біля одного і повернуті в одному напрямку. Усі персонажі, крім одного, непорушно дивляться перед собою, однак невідомо, що привертає їхні погляди.
Важливу роль у змісті картини відіграє джерело світла: сонце здається символом вільного часу і бездіяльності. Але, дивлячись на фігури, що застигли в однаковій позі очікування, його світло слід визнати таким, що має якусь надприродну силу, яка притягує погляди і паралізує волю.
Головна тема цієї картини — очікування та покірність долі. Жодна із зображених фігур, окрім чоловіка, що читає, не виконує ніяких дій.